# Gmina Łabunie
Die Gmina Łabunie ist eine Landgemeinde im Powiat Zamojski der Woiwodschaft Lublin in Polen. Ihr Sitz ist das gleichnamige Dorf mit etwa 2300 Einwohnern.

## Gliederung
Zur Landgemeinde Łabunie gehören folgende 13 Ortschaften mit einem Schulzenamt:
Barchaczów
Bródek
Dąbrowa
Łabunie
Łabunie-Reforma
Łabuńki Drugie
Łabuńki Pierwsze
Majdan Ruszowski
Mocówka
Ruszów
Ruszów-Kolonia
Wierzbie
Wólka Łabuńska